# گنجشک صخره‌ای گلوزرد
پترونیای گلوزرد (نام علمی: Petronia superciliaris) نام یک گونه از تیره گنجشک است.